# Гаражная распродажа Кизи
«Гаражная распродажа Кизи» — сборник эссе, написанный Кеном Кизи в соавторстве с Кеннетом Беббсом, Полом Фостером и другими Весёлыми проказниками. Центральное место в книге занимает проиллюстрированный Полом Фостером сценарий «Через границу», посвященный событиям, связанным с бегством Кизи в Мексику из-за судебного преследования. На русском языке книга издана издательством «ЭКСМО» в переводе Николая Караева в 2006 году.

## Содержание книги
- Предисловие — Артур Миллер
- Лот нарасхват номер 1. КТО НАД ЧЕМ ЛЕТАЛ?… — Кен Кизи, Пол Фостер, Ширли Эбикар
- Лот нарасхват номер 2. ПО ТУ СТОРОНУ ГРАНИЦЫ… — Кен Кизи, Пол Фостер,Кати Вагнер, Кен Бэббс
- Лот нарасхват номер 3. ИНСТРУМЕНТЫ ИЗ МОЕЙ КОРОБКИ (ЧЕРЕПНОЙ) — Кен Кизи, Пол Красснер, Рон Бевирт и Команда «Каталога Всея Земли»
- Лот нарасхват номер 4. ВСЯКАЯ ВСЯЧИНА С КОСТЯМИ ОТ ГОСТЕЙ — Кен Кизи, Пол Фостер,Кати Вагнер, Кен Бэббс
- Лот нарасхват номер 5. НЕВЕЖЛИВОЕ ИНТЕРВЬЮ… — Кен Кизи, Пол Красснер

## Оформление книги
Книга снабжена большим количеством иллюстраций, выполненных самим Кизи и Полом Фостером. Особенно обильно ими снабжен «сценарий» («Лот нарасхват номер 2»), в котором иллюстрации переплетаются с текстом, образуя параллельное повествование. Текст сценария напечатан в альбомном расположении страницы.